# Poignard
Der Poignard oder Poniard war ein französischer Dolch.

## Beschreibung und Verwendung
Der Poignard war bis 30 cm lang und hatte eine zweischneidige Klinge aus Stahl, die meist mit einem Holzgriff versehen war. Er wurde zumeist mit der linken Hand geführt. Parallel zum Poignard wurde in der rechten Hand ein Rapier oder ein Degen getragen. Während bei Duellen der Degen die Hauptangriffswaffe darstellte, konnte man mit dem Poignard die Hiebe des Gegners parieren und zusätzliche Angriffe ausführen.

## Geschichte
Der Poignard kam in Frankreich im 14. Jahrhundert auf. Die Fechtkunst, mit ihm und einem Degen in der zweiten Hand, verbreitete sich schnell über ganz Europa. Diese Waffe hielt sich bis in das 17. Jahrhundert.